# Einöden (Sparneck)
Einöden ist ein Gemeindeteil des Marktes Sparneck im Landkreis Hof (Oberfranken, Bayern). Einöden liegt in der Gemarkung Sparneck.

## Geografie
Das Dorf bildet mit Sparneck im Westen eine geschlossene Siedlung. Östlich des Ortes fließt der Tiefenbach, ein rechter Zufluss der Sächsischen Saale. Ein Anliegerweg führt 600 Meter östlich nach Brandenstumpf.

## Geschichte
Einöden gehörte zur Realgemeinde Sparneck.
Von 1797 bis 1810 unterstand Einöden dem Justiz- und Kammeramt Münchberg. Infolge des Ersten Gemeindeedikts wurde Einöden dem 1812 gebildeten Steuerdistrikt Sparneck und der zugleich entstandenen Ruralgemeinde Sparneck zugeordnet.

### Einwohnerentwicklung
| Jahr      | 001812 | 001819 | 001861 | 001871 | 001885 | 001900 | 001925 | 001950 | 001961 | 001970 | 001987 |
| Einwohner | *      | *      | 92     | 90     | 136    | 90     | 100    | 60     | 162    | 160    | *      |
| Häuser    | *      |        |        |        | 17     | 17     | 20     | 12     | 35     |        | *      |
| Quelle    | [ 5 ]  | [ 8 ]  | [ 9 ]  | [ 10 ] | [ 11 ] | [ 12 ] | [ 13 ] | [ 14 ] | [ 15 ] | [ 16 ] | [ 17 ] |

## Religion
Einöden ist evangelisch-lutherisch geprägt und bis heute nach St. Vitus (Sparneck) gepfarrt.